# 川野辺光計
川野辺 光計(かわのべ みつえい)は、南北朝時代の関東における南朝方の武将。
南北朝時代、川野辺氏と同族の那珂氏は北朝方の佐竹氏と激しく戦った。楠木正家に従い北朝方の佐竹軍と戦った惣領の川野辺資鎮と那珂通辰はともに敗れ、那珂氏・川野辺氏ほか川野辺一族の平沢氏・戸村氏ら他の川野辺一族の多くが自刃し、滅亡の瀬戸際に立った。しかし、通辰の子である光計は、兄の那珂通泰と久慈川を遡上して山方の秘境・高井釣に落ち延びた。以降川野辺氏は高井釣に土着し、那珂郡・久慈郡に一族が分布したとされる。